# Кадрие
Кадрие (тур. Kadriye) — поселок в Турции, пригород курорта Белек в иле Анталья под одноименным городом. В Кадрие есть тематический парк Земля легенд и отели. Известен как курорт. Есть много гольф-клубов. Расположено в северных берегах Средиземного моря.

## История
Первое упоминание было еще с XII-XX века.

## Развлечения
В Кадрие есть 100 отелей и 5 полей для гольфа и еще известный тематический парк The Land of Legends. Titanic Deluxe Golf Belek — крупнейший отель в Кадрие.